# Sapintus ruficollis
Sapintus ruficollis là một loài bọ cánh cứng trong họ Anthicidae. Loài này được Saunders miêu tả khoa học năm 1834.